# Джефферсон (округ, Огайо)
Округ Джефферсон (англ. Jefferson County) располагается в США, штате Огайо. По состоянию на 2010 год, численность населения составляла 69 709 человек. Получил своё название по имени третьего президента США Томаса Джефферсона.

## География
По данным Бюро переписи США, общая площадь округа равняется 1 064 км², из которых 1 058 км² — суша, и 7 км² или 0,64 % — это водоёмы.

### Соседние округа
- Колумбиана (Огайо) — север
- Ханкок (Западная Виргиния) — северо-восток
- Брук (Западная Виргиния) — восток
- Огайо (Западная Виргиния) — юго-восток
- Белмонт (Огайо) — юг
- Гаррисон (Огайо) — юго-запад
- Карролл (Огайо) — северо-запад

## Демография
По данным переписи населения 2000 года в округе проживает 73 894 жителя в составе 30 417 домашних хозяйств и 20 592 семьи. Плотность населения составляет 70 человек на км². На территории округа насчитывается 27 760 жилых строений, при плотности застройки 31 строений на км². Расовый состав населения: белые — 92,49 %, афроамериканцы — 5,68 %, коренные американцы (индейцы) — 0,20 %, азиаты — 0,33 %, гавайцы — 0,02 %, представители других рас — 0,25 %, представители двух или более рас — 1,03 %. Испаноязычные составляли 1,1 % населения.
В составе 26,70 % из общего числа домашних хозяйств проживают дети в возрасте до 18 лет, 52,30 % домашних хозяйств представляют собой супружеские пары, проживающие вместе, 11,60 % домашних хозяйств представляют собой одиноких женщин без супруга, 32,30 % домашних хозяйств не имеют отношения к семьям, 28,50 % домашних хозяйств состоят из одного человека, 14,40 % домашних хозяйств состоят из престарелых (65 лет и старше), проживающих в одиночестве. Средний размер домашнего хозяйства составляет 2,36 человека, и средний размер семьи 2,88 человека.
Возрастной состав округа: 21,40 % моложе 18 лет, 8,50 % от 18 до 24, 25,60 % от 25 до 44, 25,90 % от 45 до 64 и 18,60 % от 65 и старше. Средний возраст жителя округа 39 лет. На каждые 100 женщин приходится 91,20 мужчин. На каждые 100 женщин старше 18 лет приходится 87,50 мужчин.
Средний доход на домохозяйство в округе составлял 30 853 USD, на семью — 38 807 USD. Среднестатистический заработок мужчины был 35 785 USD против 20 375 USD для женщины. Доход на душу населения был 16 476 USD. Около 11,40 % семей и 15,10 % общего населения находились ниже черты бедности, в том числе — 22,30 % молодежи (тех, кому ещё не исполнилось 18 лет) и 8,90 % тех, кому было уже больше 65 лет.